# Linksbündnis (Finnland)

Altes Logo

Vasemmistoliitto (dt. Linksbündnis, Abk. Vas.; schwed. Vänsterförbundet, Abk. vf) ist eine finnische Partei, die 1990 im Wesentlichen aus der Demokratischen Union des Finnischen Volkes, die Kommunisten und Linkssozialisten vereinte, hervorging.

## Geschichte
Das Linksbündnis wurde 1990 in Helsinki gegründet und ging aus der Demokratischen Union des Finnischen Volkes (Suomen kansan demokraattinen liitto, SKDL), der Kommunistischen Partei Finnlands (Suomen kommunistinen puolue, SKP) und dem Demokratischen Bündnis der finnischen Frauen (Suomen naisten demokraattinen liitto, SNDL) hervor. Hinzu kamen auch Mitglieder der Demokratischen Alternative (Demokraattinen vaihtoehto, DeVa), die sich Mitte der 1980er Jahre von der SKP/SKDL abgespalten hatte. Dadurch erhielt das Linksbündnis eine heterogene Zusammensetzung. Claes Andersson wurde der erste Parteivorsitzende. Ehemalige Mitglieder der Kommunistischen Partei verließen bereits Anfang der 1990er Jahre das Linksbündnis wieder und bildeten eine neue Kommunistische Partei Finnlands.
Das Linksbündnis trat 1995 der „Regenbogenkoalition“ (aus den Sozialdemokraten, der konservativen Sammlungspartei, der Schwedischen Volkspartei, dem Grünen Bund und dem Linksbündnis) unter Paavo Lipponen bei und blieb auch nach den Wahlen von 1999 bis 2003 in der Regierung. Seit 2003 war das Linksbündnis in der Opposition. Nach den Wahlen im April 2011, mit einem Ergebnis von 8,1 %, war die Partei ab Juni 2011 im Rahmen einer Koalition (Kabinett Katainen) wieder in Regierungsverantwortung. Allerdings verließen zwei der 14 Abgeordneten bereits 2011 die Fraktion und stellen seitdem eine eigene, oppositionelle Gruppe im Parlament. Nach Differenzen aufgrund von Einsparplänen der Regierung beim Kindergeld und sozialen Ausgleichszahlungen verließ das Linksbündnis am 25. März 2014 die Koalition. Die beiden Minister der Partei Paavo Arhinmäki und Merja Kyllönen reichten ihre Rücktrittsgesuche ein.
Bis 2024 war die Partei Beobachter bei der Europäischen Linken.

## Parteizeitung
Als Parteizeitung gibt das Linksbündnis die Blätter Kansan Uutiset (finnisch) und Ny Tid (schwedisch) heraus.

## Wahlergebnisse

### Parlamentswahlen
| Jahr | Mandate | Stimmen | %       |
| ---- | ------- | ------- | ------- |
| 1991 | 19      | 274.639 | 10,08 % |
| 1995 | 22      | 310.340 | 11,16 % |
| 1999 | 20      | 291.675 | 10,88 % |
| 2003 | 19      | 277.152 | 09,93 % |
| 2007 | 17      | 244.296 | 08,82 % |
| 2011 | 14      | 239.039 | 08,13 % |
| 2015 | 12      | 211.615 | 07,13 % |
| 2019 | 16      | 251.254 | 08,16 % |
| 2023 | 11      | 218.340 | 07,06 % |

### Kommunalwahlen
| Jahr | Mandate | Stimmen | %       |
| ---- | ------- | ------- | ------- |
| 1992 | 1319    | 310.757 | 11,67 % |
| 1996 | 1128    | 246.597 | 10,37 % |
| 2000 | 1027    | 219.671 | 09,88 % |
| 2004 | 0987    | 228.358 | 09,56 % |
| 2008 | 0833    | 223.673 | 08,77 % |
| 2012 | 0640    | 199.615 | 08,00 % |
| 2017 | 0658    | 226.626 | 08,80 % |
| 2021 | 0508    | 194.385 | 07,90 % |

### Europawahlen
| Jahr | Mandate | Stimmen | %       |
| ---- | ------- | ------- | ------- |
| 1996 | 2       | 236.490 | 10,51 % |
| 1999 | 1       | 112.757 | 09,08 % |
| 2004 | 1       | 151.291 | 09,13 % |
| 2009 | 0       | 098.690 | 05,93 % |
| 2014 | 1       | 160.818 | 9,3 %   |
| 2019 | 1       | 125.749 | 6,9 %   |

### Präsidentschaftswahlen
Bei den Wahlen 2000 und 2006 verzichtete das Linksbündnis auf einen eigenen Kandidaten und unterstützte dafür die Sozialdemokratin Tarja Halonen, die beide Male gewählt wurde.
| Jahr | Kandidat        | Stimmen | Prozent | Platzierung |
| ---- | --------------- | ------- | ------- | ----------- |
| 1994 | Claes Andersson | 122.820 | 3,8 %   | 6.          |
| 2012 | Paavo Arhinmäki | 167.359 | 5,5 %   | 6.          |
| 2018 | Merja Kyllönen  | 089.977 | 3,0 %   | 7.          |

## Führungspolitiker
Parteivorsitzende:
- Claes Andersson (1990–1998)
- Suvi-Anne Siimes (1998–2006)
- Martti Korhonen (2006–2009)
- Paavo Arhinmäki (2009–2016)
- Li Andersson (2016 bis 2024)
- Minja Koskela (seit 2024)

Stellvertretende Parteivorsitzende:
- Salme Kandolin (1990–?)
- Kari Uotila (1990–1993)
- Katja Syvärinen (1992–1995)
- Martti Korhonen (1995–1998)
- Suvi-Anne Siimes (1995–1998)
- Esko Seppänen (1998–2001)
- Jorma Vokkolainen (1998–2001)
- Matti Huutola (2001–2004)
- Minna Sirnö (2001–2007)
- Risto Kalliorinne (2004–2007)
- Paavo Arhinmäki (2007–2009)
- Aino-Kaisa Pekonen (2007–2016)
- Risto Kalliorinne (2009–2013)
- Sari Moisanen (2013–2016)
- Kalle Hyötynen (2013–2016)
- Hanna Sarkkinen (2016–2019)
- Juho Kautto (2016–2019)
- Veronika Honkasalo (2016–2019)
- Jussi Saramo (2019–?)
- Minna Minkkinen (seit 2019)
- Jouni Jussinniemi (seit 2019)

Generalsekretäre:
- Matti Viialainen (1990–1995)
- Ralf Sund (1995–2001)
- Aulis Ruuth (2001–2007)
- Sirpa Puhakka (2007–2013)
- Marko Varajärvi (2013–2016)
- Joonas Leppänen (2016–2019)
- Mikko Koikkalainen (2019–?)

## Weitere Politiker
- Esko-Juhani Tennilä (1947–2024), von 1990 bis 2011 für das Linksbündnis im Parlament, zuvor seit 1975 für die SKDL, DeVa und SKPy
- Reino Laine (* 1946), Musiker, von 1996 bis 1999 Parlamentsabgeordneter